# Automatkanon
Automatkanon, militärförkortning: akan (innan 1937 autk), även kallad automatpjäs, kort: apj (även apjäs), är generellt beskrivet en kanon som genom inbyggd funktion eller integrerad automatladdare har förmågan att avge automateld. Med andra ord, ett automatvapen med en kaliber över 12,7 mm eller 20 mm beroende på definition.
Automatkanoner används inom flera områden i modern krigföring, såsom luftvärn, robotvärn, pansarvärn, sjövärn, kustvärn, samt mot lätt skyddade och oskyddade mål som infanteri. De är normalt monterade på fordon eller marklavetter på grund av storlek och vikt.

## Definition
Internationellt definieras en automatkanon som ett automatvapen (det vill säga ett eldvapen med automatiserad laddning som kan komma upp i eldhastigheter över manuell laddning), med en kaliber över 20 millimeter, vars projektiler rör sig snabbare än ljudets hastighet. Om kalibern är lägre än 20 mm klassas vapnet som kulspruta. Om projektilerna rör sig långsammare än ljudets hastighet klassas vapnet som granatspruta. Om den automatiserade laddningen är en extern mekanism brukar man särklassa automatkanonen som kanon och automatladdare.
Bortom den internationella definitionen så varierar en automatkanons definitionen från land till land eller från försvarsgren till försvarsgren.

### Sverige
I Sverige brukas idag generellt den internationella definitionen beskriven ovan men upp till åtminstone 1980-talet varierade definitionen från försvarsgren till försvarsgren. Till exempel definierade det svenska flygvapnet och relaterade affärsverk väl in på 1980-talet en automatkanon som ett automatvapen med kapacitet av skjuta granater, det vill säga, projektiler med hålighet fylld med någon form av laddning som briserar projektilen någon gång under dess projektilbana. Då granater börjar förekomma vanligt redan vid kaliber 12,7 mm (0.5 tum, .50 kaliber) har man inom det svenska flygvapnet betecknat alla kulsprutor med en kaliber på 12,7 mm och uppåt som automatkanoner. Några exempel är 13,2 mm akan m/39, 12,7 mm akan m/40 och 12,7 mm akan m/45.
Tidigare innan benämningen automatkanon började användas kallades alla automatkanoner i den svenska krigsmakten för kulsprutor, eftersom kulspruta betydde automatvapen. Det är okänt vilken försvarsgren som antog benämningen automatkanon först men svenska armén kom att bruka benämningen kulspruta in på 1930-talet då man antog Bofors 25 mm automatkanon L/64 under beteckningen 25 mm kulspruta m/32. Detta ändrades dock till 25 mm automatkanon m/32 efter 1937.

## Konstruktion och funktion

### Funktion
Automatkanoner kan vara gasomladdade, rekylomladdade, eller elektriskt omladdade (det vill säga beroende av en yttre kraftkälla för omladdningen).
Amerikanska automatkanoner är ofta elektriskt omladdade och den kända GAU-8/A i kaliber 30x173 mm kräver en motor på hela 52 kW för att fungera.

### Eldrör
En automatkanon kan ha ett eller flera fasta eldrör, alternativt flera eldrör som roterar. Flera eldrör är bra om man vill kunna avfyra vapnet under längre perioder då men konstant byter pipa och då låter de andra piporna svalna vilket gör att vapnet inte överhettar lika snabbt som en enpipig automatkanon.
Automatkanoner med roterande eldrör kallas ofta Gatlingkanoner (efter uppfinnaren Richard Gatling).

### Eldhastighet
Automatkanoner har nog de mest mångfaldiga av olika eldhastigheter av alla automatvapen. Eldhastigheten kan bero på allt från kaliber till användningsområde. De långsammaste moderna automatkanonerna är de automatkanoner i kaliber 25–57 mm som används på markfordon som stridsfordon. Deras eldhastigheter är oftast under 500 rpm. Detta beror ofta på att man har begränsat med ammunition i vagnen och man vill få ut maximal träffsäkerhet och verkan vilket inte kräver en hög eldhastighet.
För automatkanoner som vill nå mycket höga eldhastigheter krävs elektrisk omladdning. En specifik typ av elektrisk omladdning är roterande kammarstycken. Automatkanoner med denna funktion kallas revolverkanoner. De har en eller flera fasta pipor men med ett roterande kammarstycke med flera kammare (patronlägen) – likt en revolver. Detta gör att de kan nå extremt höga eldhastigheter eftersom vapnet inte behöver ladda om samma patronläge hela tiden utan byter konstant patronläge som då har laddats om med en ny patron under rotationen av kammarstycket.
Dock är de snabbaste automatkanonerna ofta elektriskt omladdade gatlingkanoner och några av dem kommer upp i eldhastigheter på 10 000 skott per minut. Gatlingkanoner har ett roterande kammarstycke med flera patronlägen som en revolverkanon men oftast är detta kombinerat med den roterande axeln av eldrören.
Trots detta är de absolut snabbaste automatkanonerna de automatvapen med elektrisk avfyrning (notera inte omladdning). Detta gör att kan vissa automatkanoner som Metal Storm komma upp i en miljon patroner per minut under en mycket kort period.

## Tidiga automatkanoner
Automatkanoner har existerat ungefär lika länge som det har funnits kulsprutor. De första modellerna var i princip bara uppskalade kulsprutor. Tidiga svenska modeller är 25 mm Kulspruta m/1884 och m/1887. Båda kanonerna är mångpipiga och varje pipa har en eldhastighet av cirka 30 patroner per minut. Den första moderna automatkanonen är den Brittiska QF 1-pounder pom-pom som är en uppskalad Maximkulspruta med en kaliber på 37 mm. Kanonen kom i brittisk tjänst redan 1890 och exporterades till ett antal länder. Den hade en eldhastighet på cirka 300 patroner per minut och en utgångshastighet på cirka 550 m/s.

## Typer av automatkanoner
Automatkanoner kan indelas i undergrupper efter olika linjer, som funktionsprincip eller användningsområde.
I modern tid kan automatkanoner förslagsvis delas upp i:

### Luftvärnsautomatkanon

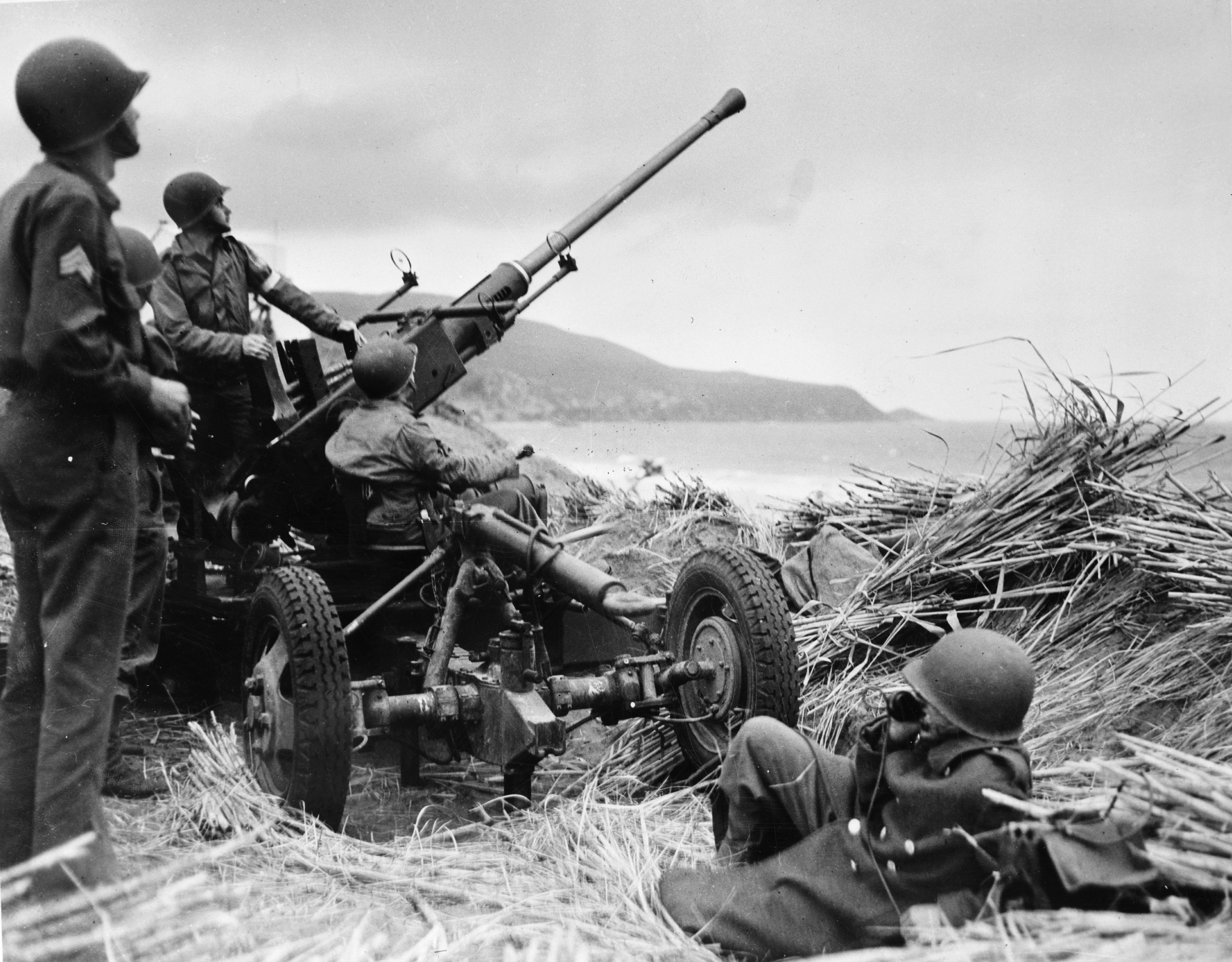
En 40 mm Bofors luftvärnsautomatkanon.

Automatkanoner har använts mycket inom luftvärn, då kallade luftvärnsautomatkanoner, kort lvakan. De har använts vanligast på mark- eller skeppsbaserade luftvärnslavetter men även på dedikerade luftvärnskanonvagnar (militär förkortning: LVKV).
Dedikerade luftvärnsautomatkanoner började utvecklas under första världskriget men redan under början av kriget började man konvertera existerande automatkanoner med luftvärnslavetter för att skjuta ner flygplan. Ett tidigt exempel av dessa var QF 1-pounder pom-pom som modifierades till luftvärnskanon med en ny lavett som gjorde den snabbare att sikta samt gav den högre elevation. QF 1-pounder utvecklades senare till en dedikerad luftvärnsautomatkanon kallad QF 2-pounder naval gun. Denna kanon hade en kaliber på 40 mm och togs i tjänst redan 1915 och la grunden till framtida luftvärnsautomatkanoner. QF 2-pounder naval gun fanns även i Sverige som 40 mm automatkanon m/22 och gjorde tjänst på ett antal skepp som till exempel HMS Nordenskjöld.
1928 fick Bofors ett uppdrag av marinförvaltningen att utveckla en ny luftvärnsautomatkanon. Detta ledde till 25 mm lvakan m/32 och den legendariska 40 mm lvakan m/36, internationellt kallad Bofors L/60 eller helt enkelt "The Bofors gun". 40 mm Bofors är den kändaste luftvärnskanonen i historien och har använts av över 35% av alla länder i världen och är i aktiv tjänst i flera stormaktsländer än idag som t.ex. USA. Den har även lagt grunden för ett stort antal luftvärnskanoner runt om i världen. Några exempel är 37 mm M1939 (61-K) och 25 mm M1940 (72-K). 40 mm lvakan m/36 var även primär beväpning på Lvkv m/43, Sveriges första luftvärnskanonvagn och en av dem bästa på sin tid.
Ungefär samtidigt som Bofors utvecklade sin 40 mm L/60 började Tyskland utveckla sin serie av 37 mm Flak-kanoner. Dessa fungerade annorlunda än Bofors konstruktion och exporterades knappt trots att de fungerade bra.
Under andra världskriget blev luftvärnsautomatkanoner med mindre kaliber, t.ex. kalibern 20 mm, snabbt föråldrade och ganska snabbt var 40 mm Bofors, 37 mm Flak och 37 mm 61-K i princip de enda luftvärnsautomatkanonerna som användes i stort antal. Bofors L/60 var huvudluftvärnsutomatkanon för de allierade och många andra mindre länder medan 37 mm Flak och 61-K var huvudluftvärnsautomatkanon för Nazityskland och Sovietunionen respektive.
Under kriget började flygplan flyga högre och högre och blev starkare och starkare i konstruktionen. Detta gjorde att man började konstruera nya mer kraftfulla luftvärnsautomatkanoner mot slutet av kriget. Tyskland satsade på att göra en större kanon med större kaliber som blev 55 mm Gerät 58. Men man hann bara bygga 2 prototyper innan kriget tog slut. Ryssland fortsatte dock projektet och konstruerade den gigantiska 57 mm L/76.6 S-60. Denna kanon hade 57 mm i kaliber och avfyrade ammunition som kunde slå ut många mellanstora stridsvagnar på sin tid och en bättre bit framåt. 57 mm S-60 gjorde tjänst i hela Sovjetunionen och var den primära beväpningen på ZSU-57-2, en av de kraftfullaste luftvärnskanonvagnar som någonsin har byggts. Bofors kunde inte riktigt bestämma sig om de skulle göra en kraftfullare kanon eller uppdatera sitt gamla koncept om en 40 mm kanon. Det slutade med att de gjorde båda två. Den nya 40 mm-kanonen skulle vara i samma viktklass som 40 mm L/60. De gav den nya pjäsen längre räckvidd med längre pipa och hylsa samt en högre eldhastighet på 240 patroner per minut vilket var det dubbla jämfört med 40 mm L/60. Denna kanon fick beteckningen 40 mm luftvärnsautomatkanon m/48 i svensk tjänst och 40 mm L/70 internationellt och exporterades till ett stort antal länder. Bofors större lvakan fick en kaliber på 57 mm och var i princip bara en uppskalad Bofors L/70 och såldes nästan exklusivt som en marinpjäs. Den fick beteckningen 57 mm lvakan M/50 i Sverige. Bofors nya 57 mm kom att vidareutvecklas till 57 mm lvakan m/54 och senare till Bofors 57 mm L/70 som kom att modifieras till flera olika varianter som fortfarande är i tjänst idag.
Under 60-talet började luftvärnsrobotar ta över huvudrollen i luftvärnet runt om i världen och däribland Sverige, men trots detta konstruerade Bofors en massiv luftvärnsautomatkanon kallad Bofors 12 cm Lvkan 4501. Denna kanon hade en kaliber på 120 mm och kunde skjuta splittergranater med zonrör 12 km upp i luften med en eldhastighet på 80 patroner per minut. Bara ett exemplar byggdes dock.
Trots att robotar övertog huvudrollen i luftvärnet fortsätter man att konstruera luftvärnsautomatkanoner än idag. Dessa är fortfarande användbara mot attackflygplan och helikoptrar samt lätt bepansrade fordon.

### Flygplanautomatkanon

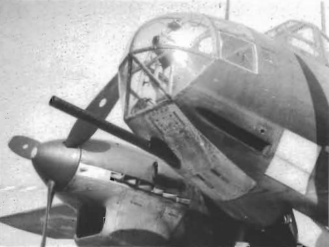
Ett attackflygplan av typen T 18B försedd med en 57 mm automatkanon m/47.

Flygplanautomatkanoner, kort fplakan, kallas sådana vapen som utformats som flygbeväpning, antingen som ändamålsbyggda vapen eller andra automatkanoner som modifierats för användning ombord på flygfarkoster. De förekommer vanligast som fast beväpning internt eller i vapenkapslar, men förekommer även som rörlig beväpning i vapenvaggor eller kanontorn. 
Flygburna automatkanoner började förekomma i större antal under slutet av 1930-talet och blev under andra världskrigets gång mer förekommande än flygburna kulsprutor. Dock började flygburna automatkanoner förekomma redan under första världskriget, då i begränsat antal. Ett bra exempel på en tidig flygburen automatkanon är 20 mm Becker Typ M2,  en tysk flygburen automatkanon i kaliber 20 mm som monterades på flygplan i rörlig konfiguration för att agera mot både infanteri och flyg. Den testades även i Sverige som luftvärnsautomatkanon, kallad automatkanon 20 mm LV typ 2 Beckers. Becker Typ M2 var senare basmodell för konstruktionen av Oerlikon Contraves 20 mm luftvärnsautomatkanon L/70, en av de mest massproducerade kanonerna i historien. De första varianterna togs fram redan 1928 och vidareutvecklade modeller är fortfarande i tjänst i dag, dock i stort sett helt nya vapen. Oerlikon Contraves 20 mm kanon är även gudfadern till automatkanonen Hispano-Suiza HS-404, även den en av de absolut mest producerade kanonerna i historien. HS-404 (under namnet "Hispano") var den absolut vanligaste flygburna automatkanonen hos de allierade och flera andra länder under andra världskriget och även denna är fortfarande i tjänst idag i modifierad form.
Den vanligaste kalibern hos flygmonterade automatkanoner under mellankrigstiden var under en lång tid enbart 20 mm, detta då dåtidens flygplan inte kunde hantera rekylen eller hade plats för kanoner med grövre kaliber. Detta kom dock att ändras när helmetallflygplan började bli standard under 1930-talets andra hälft. Detta öppnade en marknad för kraftigare flygburen beväpning. Danska gevärssyndikatet, vardagligt kallat "Madsen", utvecklade då en 23 mm variant av sin 20 mm automatkanon för flygplansbeväpning, vilken kom att se viss export innan kriget. Spanska Hispano-Suizas vapenavdelning flyttade vid spanska inbördeskrigets start till Genève i Schweiz och påbörjade vidareutveckling av deras då helt splitternya 20 mm HS-404 automatkanon. De projekterade varianter i 23, 25 och 30 mm kaliber, men krigets intåg och Frankrikes fall till Nazityskland 1940 havererade utvecklingen. Schweiz blev omringat av axelmakterna och exportmarknaden försvann, med undantag för Sverige.
Tyskland, som tidigare inte fått tillverka vapen som följd första världskrigets förlust, hade under 1940 börjat projektera och konstruera ett flertal flygplanautomatkanoner i 30 mm kaliber. De kändaste av dessa är Maschinenkanone MK 101, Maschinenkanone MK 103 och Maschinenkanone MK 108. MK 101, och vidareutvecklingen MK 103, konstruerades för att bekämpning av stridsvagnar och avfyrade kärnprojektiler med hög utgångshastighet (960 m/s) som kunde penetrera en sovjetisk T-34 medeltung stridsvagn från en kilometers avstånd. De användes primärt på attackflygplan som Messerschmitt Bf 110 och Henschel Hs 129, men kom senare att användas på jaktflygplan och nattjaktflygplan på grund av sin effektiva räckvidd. MK 108 var rena motsatsen till MK 101 och MK 103. Den var konstruerad för att bekämpa stora bombflygplan och hade låg utgångshastighet (540 m/s) på sina projektiler. Detta berodde på kanonens korta eldrör och drivladdningen hos dess ammunition. MK 108s patroner hade mycket kort hylslängd i relation till projektillängd och hade därför relativt liten drivladdning på grund av begränsat utrymme. Vapnets projektiler bestod dock i stort sett enbart av mingranater fyllda med hexogenbaserade sprängämnen, varav en enda träff mot ett aluminiumbeklätt flygplan var tillräckligt för att åtminstone tvinga detta till reträtt eller nödlandning, vanligen direkt till nödutsprång. MK 108 kom att användas på flera kända flygplan, däribland Messerschmitt Bf 109 i modellerna G-6 och framåt, men den mest ökända lär vara Messerschmitt Me 262, vilken bar hela fyra stycken av dem i sin nos. Även japan kom att utveckla flygplankanoner i 30 mm. Kejserliga japanska arméns luftkår utvecklade kanonen Ho-155, vilken hade måttlig prestanda mot de tyska konstruktionerna. Kejserliga japanska flottans flygkår utvecklade sin egen 30 mm kanon, kallad "30 mm fast kulspruta typ 5" (modell 1945), vilken hade prestanda som mer efterliknade den tyska Mk 103.
Flygplanautomatkanoner i kaliber 37 mm kom att utvecklas av flera olika länder under kriget. I kejserliga japanska arméns luftkår hade man bland annat utvecklat en 37 mm automatkanon, kallad Ho-203, för det tunga jaktplanet Kawasaki Ki-45 Toryu. I USA fanns 37 mm autocannon M4 och M10, vilka monterades i bland annat Bell P-39 Airacobra, Bell P-63 Kingcobra och Douglas A-26 Invader. I Tyskland valde man under krigets andra halva att modifiera sina äldre 37 mm Flak 18 luftvärnsautomatkanoner till luftburna pansarvärnsvapen, kallade Bordkanone BK 3,7, vilka användes i vapenkapsel under vingarna på Junkers Ju 87 och som vapenbalja på magen av Messerschmitt Bf 110 och Henschel Hs 129. I Sovjetunionen fanns flera olika flygplanautomatkanoner i 37 mm kaliber: N-37, NS-37 och SH-37. Dessa monterades i nosen på jaktflygplan som Jakovlev Jak-9 och i vingarna på attackflygplan som Iljusjin Il-2, etc, och användes mot både markmål och luftmål. Även en 45 mm flygplansautomatkanon togs fram i Sovjetunionen, kallad NS-45. I Storbritannien utvecklade Vickers-Armstrongs en 40 mm automatkanon kallad Vickers 40 mm Class S(en) som monterades i vapenkapslar under vingarna till vissa Hawker Hurricane. Dessa användes både mot luftmål och markmål, men specifikt mot pansarfordon. Mot slutet av kriget utvecklade Vickers-Armstrongs en uppföljare i 47 mm kaliber, kallad Vickers 47 mm Class P och även denna ämnad mot pansarfordon, vilken planerades att användas i vapenkapslar under vingarna till Hawker Tempest. Vapnet typutprovades på ett Tempest-plan men togs aldrig i bruk på grund av krigsslutet.
Som grövsta praktiska kaliber för flygplanautomatkanoner avgränsade de flesta länder runt kalibern 50 till 57 mm. Några vanliga exempel på sådana är tyska 50 mm Bordkanone BK 5 som monterades i Messerschmitt Me 410, brittiska 57 mm Molins QF 6-pundare class M som monterades i Mosquitoo FB Mk XVIII, svenska 57 mm automatkanon m/47 monterad i T 18B och japanska 57 mm Ho-401 som monterades i Kawasaki Ki-102B (Otsu). Den grövsta automatkanon som någonsin monterats i ett flygplan är dock den tyska 75 mm Bordkanone BK 7,5 som monterades i vapenbalja på Henschel Hs 129B-3. Grövre kanoner förekommer men är då historiskt manuellt laddade av en person inuti planet. Som exempel på detta kan nämnas det italienska marina attackflygplanet Piaggio P.108A om var beväpnad med en 102 mm 102/35 Mod. 1914-örlogskanon i skrovet.
Efter kriget började man utveckla elektriskt drivna automatkanoner, såsom revolverkanoner, gatlingkanoner och automatkanoner med elektrisk tändning, etc. Detta för att höja eldhastigheten och därmed träffmöjligheten, då nya jetflygplan hade tredubblat i hastighet åren 1945-1955. Några av de kända revolverkanonerna är 30 mm ADEN, 30 mm DEFA, 20 mm Colt Mk 12 och 20 mm M39. Som gatlingkanon kan nämnas 20 mm M61 Vulcan och 30 mm GAU-8 Avenger. 30 mm ADEN köptes bland annat in av svenska flygvapnet och brukades på J 32, J 34, J 35, SK 60 och AJ 37 under beteckningen 30 mm automatkanon m/55.
När robotar tog över som huvudbeväpning på stridsflygplan minskade man antalet automatkanoner per plan till en eller två vapen. Då de numera var ämnade som sekundärbeväpning avsågs de för bruk i närstrid där robot ej tillgodoses eller mot markmål. Svenska JAS 39 Gripen, till exempel, är bara beväpnad med en 27 mm Mauser BK revolverkanon monterat i kroppen. Flygplanautomatkanoner har även ofta använts på attackhelikoptrar, då de är väldigt effektiva mot infanteri och lätt bepansrade fordon. De är också mycket billigare att använda än robotar och raketer.

### Automatkanon som stridsfordonsbeväpning

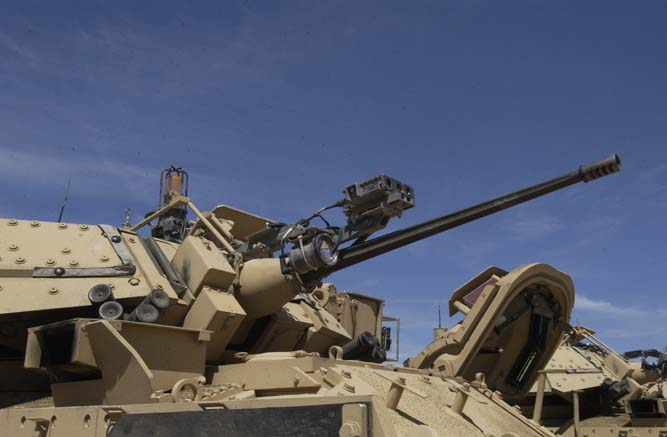
En 25 mm M242 automatkanon i en M2 Bradley.

Utöver luftvärn och luftstrid är automatkanoner historiskt vanliga som beväpning på diverse stridsfordon. Dessa brukar i allmänhet inte särskiljas med förled eftersom de oftast ämnas brukas som traditionell kanon, alltså bekämpning av markmål genom direkteld.
De första automatkanonerna för direkteld var främst i kalibern 20–25 mm och monterades i lätta stridsvagnar och pansarbilar under mellankrigstiden. Dessa hade hög utgångshastighet och kunde enkelt bekämpa de flesta pansarfordonen som brukades av världens arméer, ofta med en genomslagsförmåga runt ett par centimeter valsat homogenpansar. Vanliga exempel var tyska 2 cm KwK 30 och danska Madsen 20 mm automatkanon m/31 och m/38(en) I svenska armén fanns under början av 1940-talet bland annat pansarbil m/31, m/39, m/40 och m/41 etc, som alla hade en 20 mm automatkanon m/40B. Pansarutvecklingen under andra världskriget gjorde dock pansarfordon snabbt immuna mot lågkalibriga automatkanoner, varav de blev mindre praktiska för direkteld jämte tunga kulsprutor och började ersättes med sådana.
Under kalla kriget kalla kriget var automatkanoner inledningsvis ganska sällsynta på markfordon om inte som fordonsluftvärn. Detta på grund av att automatkanoner med låg kaliber har varit näst intill oanvändbara mot kalla krigets stridsvagnar. Men när trupptransportbandvagnar som BMP och M113 blev vanliga under 1960-talet blev dock automatkanoner användbara igen.
Vissa stridsvagnar har haft eller planerats att ha automatkanoner som sekundär beväpning. Ett par exempel är Centurion mk.I, AMX-30, AMX-50 och MBT-70 som alla hade en 20 mm automatkanon som sekundär beväpning. Dock går priset för den mest kraftfulla automatkanonen som sekundär beväpningen till Svenska Strv 2000. Strv 2000 skulle haft en 40 mm Bofors tillsammans med sin 140 mm pansarvärnskanon.
Ett annat svenskt rekord är att ha byggt den största automatkanonen någonsin. Bofors 15,5 cm Bandkanon 1A var en svensk artilleribandvagn som var beväpnad med en 155 mm automatkanon. Denna automatkanon hade ett magasin på 14 patroner och en eldhastighet av 20,6 patroner per minut (45 sekunder för alla 14 patroner). Detta är ett världsrekord för sin klass som ännu inte blivit slaget.
Automatkanoner på moderna markfordon ligger oftast i kalibern 20–40 mm. Många av dessa har modern pilammunition som effektivt kan slå ut äldre stridsvagnar som används av fattigare länder och terroristgrupper. CV90:s 40 mm Bofors automatkanon kan penetrera sidan på en T80 med modern pilammunition.